# Militärflugplatz Deveselu

i7
i11
i13
Die Baza Militară 99 Deveselu ist ein früherer Militärflugplatz der rumänischen Luftstreitkräfte bei Caracal und liegt im Kreis Olt, zirka 60 km nördlich der Staatsgrenze zu Bulgarien.
Das Militärareal dient heute als NATO-Raketenabwehrbasis. Die Naval Support Facility Deveselu ist einer der größten Militärstandorte der USA auf dem Gebiet eines ehemaligen Warschauer-Pakt-Staates. Ein zweiter Raketenabwehr-Stützpunkt ist der Militärflugplatz Stolp-Reitz (Słupsk-Redzikowo) in Polen.

## Geschichte

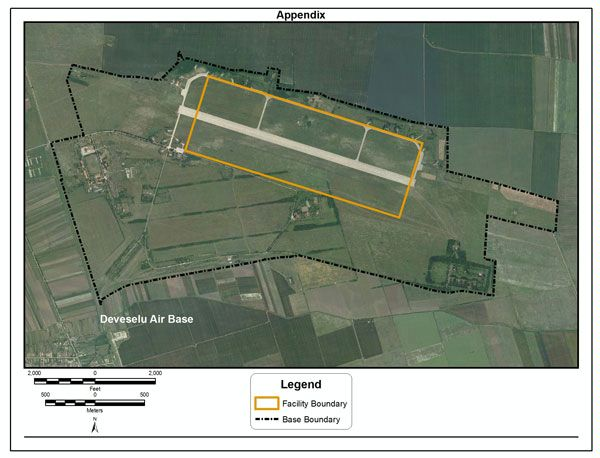
Der Militärflugplatz im Jahr 2011

Der Flugplatz wurde Anfang der 1950er Jahre mit Hilfe der Sowjetunion gebaut und im März 1952 traf das erste Flugzeug, eine MiG-15, auf dem 700 ha großen Gelände ein. Sie wurden später durch MiG-19 ersetzt und im Februar 1962 traf die erste MiG-21 auf der Baza 91 Aeriană ein. Dieser Flugzeugtyp war die folgenden vier Jahrzehnte bis zur Einstellung des Flugbetriebs im Jahr 2002 das Haupteinsatzmuster, zuletzt bei der 91. Jagdgruppe Grupul 91 Aviație Vânătoare.

## Heutige Nutzung

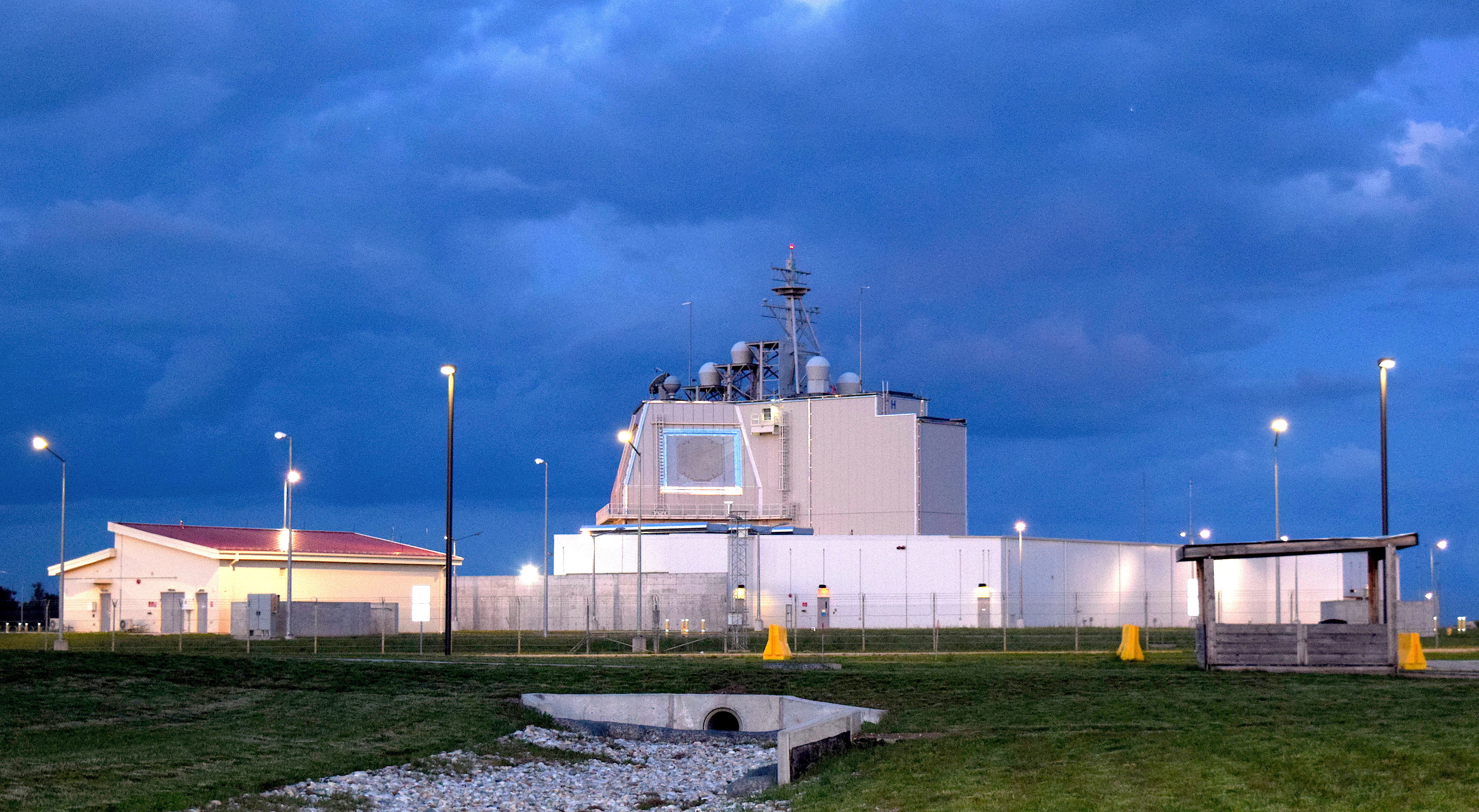
Das Aegis Ashore Missile Defense System in Deveselu (2019)

Die USA und Rumänien vereinbarten 2011, Deveselu zum Stützpunkt für die zukünftige Abwehr ballistischer Raketen auszubauen. Hierzu waren Investitionen in der Höhe von 400 Millionen US-Dollar erforderlich. Die USA planten die Nutzung eines Drittels der Basis und die Stationierung von 200 bis 500 Soldaten. Im benachbarten, (2011) 3300 Einwohner zählenden Dorf Deveselu sollten entsprechend Unterkünfte für die US-Amerikaner erbaut werden.
Der Baubeginn für die Naval Support Facility Deveselu erfolgte Ende Oktober 2013 und die Einsatzbereitschaft des erstmals landgestützten AEGIS-Systems mit dem Mk 41 Vertical Launching System und den SM-3 Block IB Raketen wurde 2015 erreicht. Zu den Grundelementen der Anlage gehören ein Decksaufbau mit vier AN/SPY-1-Radaren und etwa 500 m davon entfernt die Startstellung bestehend aus drei Mk 41 VLS Modulen mit je acht Zellen. Im Rahmen des Ausbaus wurde die frühere Start- und Landebahn abgebrochen.
Am 18. Dezember 2015 nahmen die USA das Aegis Ashore Missile Defense System (AAMDS) offiziell auf der Naval Support Facility (NSF) Devesulu in Betrieb und die Einsatzbereitschaft wurde am 12. Mai 2016 erreicht. Insgesamt 200 Soldaten sind hier stationiert. Es ist ein Element des NATO-Raketenabwehrprogramms European Phased Adaptive Approach (EPAA) und wurde der 6. US-Flotte unterstellt.
Am 13. Mai 2016 wurde die Anlage des US-Raketenschilds in Betrieb genommen.